# Ain’t Afraid to Die
Ain’t Afraid to Die – jedenasty singel zespołu Dir En Grey wydany w 2001 roku. Utwór znalazł się później na best-albumie Decade 1998–2002, ale nie został zamieszczony na żadnych albumach studyjnych. Obydwa remiksy trafiły zaś na remix-album -KAI-.

## Lista utworów
Autorem tekstu jest Kyo. Muzykę skomponował zespół Dir en grey.
1. ain't afraid to die (7:16)
2. ain't afraid to die ~With Frosted Ambience~ (remix by Die) (5:49)
3. ain't afraid to die Irrésistible Mix (remix by Shinya) (6:14)